# Михалик Тарас Володимирович
Тара́с Володи́мирович Миха́лик (нар. 28 жовтня 1983, Любешів, Волинська область) — український футболіст. Грав на позиції опорного півзахисника або центрального захисника. Дворазовий чемпіон України, дворазовий володар Кубка України та Суперкубка України, чемпіон Росії 2018 року, фіналіст молодіжного чемпіонату Європи 2006. У 2006—2012 роках грав за збірну України. Майстер спорту України міжнародного класу. Головний тренер благодійної команди для ветеранів "Карпатські ведмеді"

## Ранні роки
Народився 28 жовтня 1983 року у Любешові, районному центрі Волинської області, у багатодітній сім'ї.
Любов до футболу Тарасові прищепив батько, що грав у чемпіонаті області за любешівську «Прип'ять». У футбол починав грати у вуличних командах. Перші наставники: перший учитель фізкультури Любешівської СШ Олексій Володимирович Новаковський, а згодом — тренери місцевої ДЮСШ Іван Токарчук та Михайло Редько.
Після закінчення ПТУ вступив до Інституту фізичної культури Волинського національного університету, за футбольну команду якого виступав на чемпіонаті області.

## Клубна кар'єра

### ЦСКА (Київ)
Професійна футбольна кар'єра гравця розпочалася у 17-річному віці, коли на його гру звернув увагу селекціонер київського ЦСКА Орест Баль — брат відомого гравця та тренера Андрія Баля. Хлопця запросили до Києва і уклали з ним професійний контракт. За словами футболіста, спочатку його зарплата в армійському клубі становила 100 доларів, згодом зросла до 500.
ЦСКА тоді щойно розпочав виступи у першій лізі, адже його місце в елітному дивізіоні чемпіонату України зайняв новостворений київський «Арсенал». Дебют Михалика у професійному футболі відбувся 3 квітня 2002 року у Тернополі у грі проти місцевої «Ниви» (поразка 0:2). У перших двох сезонах за київський клуб Михалик виходив переважно на заміну, проте вже з 2004 року міцно закріпив за собою місце у стартовому складі армійців, де грав переважно на правому фланзі півзахисту.

### «Закарпаття» (Ужгород)
Улітку 2005 року Тарас у складі збірної Збройних сил України вирушив на міжнародний турнір, а після повернення дізнався про зацікавленість з боку представника вищої ліги чемпіонату України — ужгородського «Закарпаття». Михалик приєднався до ужгородської команди на правах оренди і вже у другому турі чемпіонату України 2005/06 дебютував в іграх елітного дивізіону, вийшовши на заміну у матчі проти донецького «Металурга» (нічия 0:0). Гравець швидко отримав постійне місце в основному складі нової команди.
Спочатку тренер «Закарпаття» Петро Кушлик використовував Тараса у нападі, згодом перевівши на позицію центрального або правого півзахисника. Свій перший гол у вищій лізі провів 30 липня 2005 року у ворота «Динамо» (Київ), саме тоді привернувши увагу наставників киян.

### «Динамо» (Київ)

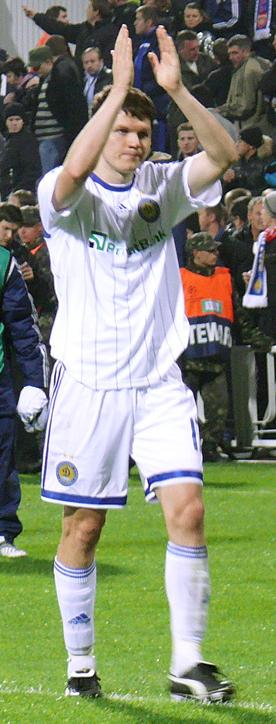
Михалик дякує вболівальникам за підтримку

Весняну частину сезону 2005/06 Михалик розпочав вже у формі київського «Динамо», уклавши з клубом протягом зимового міжсезоння п'ятирічний контракт. Тодішній наставник киян Анатолій Дем'яненко почав ставити Михалика на досить незвичну для нього тоді позицію опорного півзахисника. Спочатку молодий футболіст не мав стабільного місця у стартовому складі команди, однак на регулярній основі потрапляв до заявки клубу на матчі. 2006 року «Динамо» здобуло національний кубок, що став першим великим трофеєм Михалика, який у матчах кубкового розіграшу, щоправда, відіграв лише в одному матчі на стадії півфіналу.
Вже наступного сезону футболіст закріпив за собою місце в основному складі киян та дебютував у матчах Ліги Чемпіонів. Того року «Динамо» став чемпіоном України, здобув національні Кубок та Суперкубок, проте на європейській арені виступив невдало.
Сезон 2007/08 розпочався для Михалика фантастично: у матчі за Суперкубок України динамівці майже молодіжним складом обіграли донецький «Шахтар», а Тарас відзначився двома забитими м'ячами. Проте вже на початку жовтня гравець зазнав важкої травми (розрив бокової зв'язки коліна) і вибув з гри до кінця року.
Чергова зміна ігрового амплуа Михалика відбулася з приходом до «Динамо» нового головного тренера. Юрій Сьомін, який очолив київський клуб на початку 2008 року, відразу почав ставити Тараса у центр захисту, і це принесло результат: в сезоні 2008/09 пара центральних захисників Михалик—Діакате була визнана фахівцями однією з найнадійніших у внутрішньому чемпіонаті, а на груповому етапі Ліги Чемпіонів командою було пропущено лише 4 голи у 6 матчах. У підсумку «Динамо» здобув чемпіонський титул і дістався півфіналу Кубка УЄФА, проте вирішальні матчі сезону Тарас пропустив через травму меніска.
Повністю відновитися від травми Михалик зміг лише у жовтні 2009 року, відразу нагадавши про себе голом у ворота міланського «Інтера» у виїзному матчі Ліги Чемпіонів. Новий головний тренер киян Валерій Газзаєв протягом сезону 2009/10 використовував гравця переважно на позиції опорного півзахисника.
Контракт футболіста з «Динамо» було укладено до кінця червня 2013 року. 14 червня 2013 року «Динамо» на своєму офіційному сайті повідомило, що Тарас Михалик став вільним агентом.

### «Локомотив» (Москва)

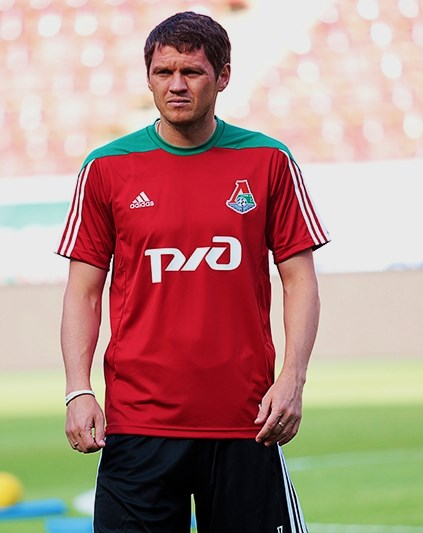
У складі «Локомотива»

18 червня 2013 року Тарас Михалик підписав трирічний контракт із московським «Локомотивом».
Наприкінці травня 2016 року Михалик підписав новий контракт з «Локомотивом» ще на один рік. За словами агента гравця, «у футболіста були пропозиції від інших команд — турецьких, грецьких, був варіант з австрійським „Рапідом“. Але Михалика не влаштував фінансовий аспект — там пропонували меншу заробітну плату».
14 червня 2017 року Михалик продовжив контракт з російським клубом до кінця сезону 2017/18. У цьому сезоні Тарас зіграв 10 матчів у чемпіонаті, а «Локомотив» на чолі з Юрієм Сьоміним став чемпіоном Росії.
6 липня 2018 року «Локомотив» оголосив про продовження контракту з Михаликом ще на один рік.
У травні 2019 року Михалик заявив, що не буде вчетверте продовжувати контракт із московським клубом, а найімовірніше продовжить кар'єру в луцькій «Волині».

### «Волинь»
У липні 2019 року офіційний сайт команди «Волинь» повідомив, що з початку нового сезону Тарас Михалик буде виступати в складі луцького клубу. Офіційне представлення Михалика разом із іншими новачками клубу відбулось 25 липня 2019 року, причому у «Волині» Тарас узяв звичний для себе 17-й номер. У новій команді футболіст дебютував у третьому турі першості України в першій лізі у виграному з камбеком у два м'ячі матчем із івано-франківським «Прикарпаттям».

## Виступи за збірні

### Молодіжна збірна України
Михалик почав викликатися до збірних команд України 2004 року, виступаючи ще за київський ЦСКА. 18-річного хлопця долучив до виступів у складі молодіжної збірної України її тодішній головний тренер Павло Яковенко. У складі «молодіжки» Михалик дебютував 31 березня 2004 року у товариській грі проти македонських однолітків (поразка 0:1).
Футболіст був учасником молодіжного Чемпіонату Європи U-21 2006 року. В рамках фінальної частини турніру, що проходила в Португалії, Михалик взяв участь в усіх п'яти іграх української команди та завоював разом з нею срібні нагороди першості. Під час турніру тренер команди Олексій Михайличенко здебільшого відводив Тарасові місце на правому фланзі півзахисту.
Усього на рівні молодіжної збірної протягом 2004—2006 років провів 10 ігор.

### Національна збірна України

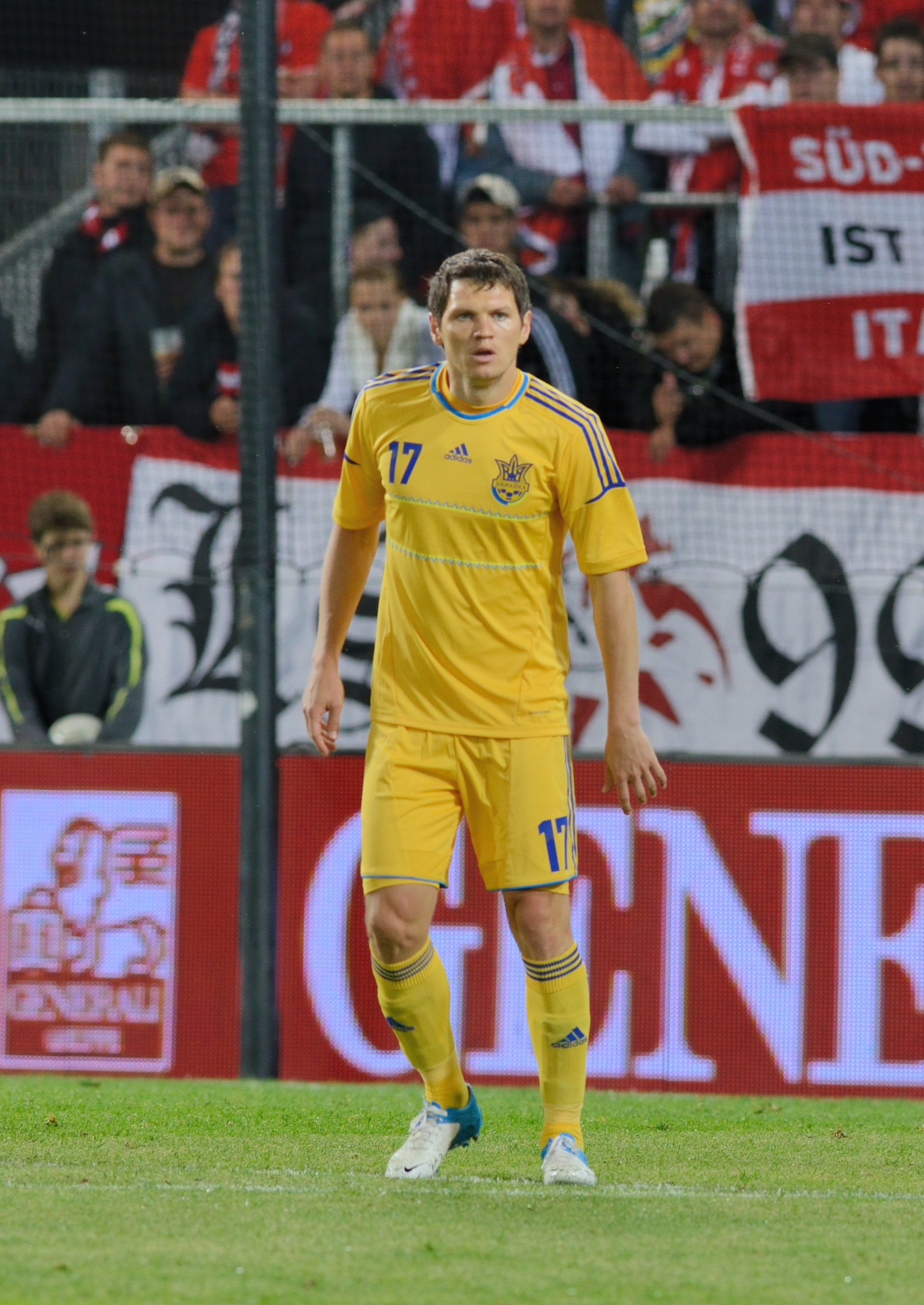
Михалик під час матчу Австрія—Україна

У 22-річному віці дебютував у національній збірній України, вийшовши на поле у формі головної команди країни 15 серпня 2006 року у товариській зустрічі з командою Азербайджану (перемога 6:0).
Уже в рамках відбіркового циклу до Чемпіонату світу 2010 став основним гравцем української збірної, у складі якої загалом у 2006—2012 роках провів 32 матчі.

## Оцінка гри
Міцний, витривалий та дуже працездатний гравець. Чіпкий і агресивний у відборі м'яча, може завдати точного удару головою. Непогано бачить поле, володіє сильним ударом з обох ніг. Недолік — недостатня техніка володіння м'ячем.
На думку авторитетного німецького сайту transfermarkt.de, у січні 2011 Михалик був одним із найцінніших гравців «Динамо» з трансферною ціною в 7 мільйонів євро, але на березень 2014 року вартість гравця оцінювалася вже у 2,5 мільйони євро.

## Особисте життя та хобі

### Родина
Батько — викладач фізкультури, мати працює в місцевій райдержадміністрації. Тарас має старшого брата і 5 молодших сестер. 18 серпня 2010 року одружився з лучанкою Валерією Михалик, із якою довгий час до того зустрічався.

### Хобі
Палкий прихильник полювання та рибалки, любить грати у більярд. Колекціонує футболки, обмінюючись з гравцями по завершенні матчу, а також шипи від бутс. На відміну від більшості футболістів, відпустку полюбляє проводити в Україні, полюючи на рідній Волині.
Перший автомобіль — BMW — придбав на преміальні за виступ на Молодіжному чемпіонаті Європи 2006 року. У 2010 році їздив на Volkswagen Touareg.
Одна з улюблених футбольних команд Михалика — «Манчестер Юнайтед». У дитинстві, коли вони з друзями грали у футбол, то називали свою команду саме «Манчестер».

### Стосунки з фанатами
Тарас Михалик був улюбленцем ультрас київського «Динамо», неодноразово спостерігав за матчами саме з фанатської трибуни стадіону «Динамо» ім. Валерія Лобановського. 26 лютого 2010 року взяв участь у відкритті фірмової крамниці клубу.

### Скандали
У серпні 2007 року волинський футбольний арбітр Микола Мельник звинуватив Михалика у тому, що під час матчу місцевої першості той проколов шини його автомобіля. Ситуація набула деякого розголосу в ЗМІ. Сам Михалик повністю заперечив ці звинувачення.

## Досягнення
«Динамо» (Київ):
 Чемпіон України (2): 2007, 2009;

 Срібний призер чемпіонату України (5): 2006, 2008, 2010, 2011, 2012;
- Володар Кубка України (2): 2006, 2007;
- Фіналіст Кубка України (1): 2008;
- Володар Суперкубка України (2): 2006, 2007.

 «Локомотив» (Москва):
 Чемпіон Росії (1): 2017/18;

 Бронзовий призер чемпіонату Росії (1): 2013/14;
- Володар Кубка Росії (3): 2014/15, 2016/17, 2018/19.

 Молодіжна збірна України:
 Срібний призер чемпіонату Європи серед молодіжних команд 2006.
Особисті:
- Шість разів газета «Команда» включала Михалика до щорічного переліку «33 найкращих футболістів України»: 2006 та 2007 на позиції опорного півзахисника, 2008, 2009, 2010 та 2011 як центрального захисника.

## Статистика виступів

### Клубна статистика
| Клуб                 | Сезон            | Ліга | Ліга | Кубок | Кубок | Суперкубок | Суперкубок | Єврокубки | Єврокубки | Разом | Разом |
| Клуб                 | Сезон            | Ігри | Голи | Ігри  | Голи  | Ігри       | Голи       | Ігри      | Голи      | Ігри  | Голи  |
| -------------------- | ---------------- | ---- | ---- | ----- | ----- | ---------- | ---------- | --------- | --------- | ----- | ----- |
| ЦСКА (Київ)          | 2001/2002        | 7    | 0    | 0     | 0     | —          | —          | —         | —         | 7     | 0     |
| ЦСКА (Київ)          | 2002/2003        | 27   | 1    | 1     | 0     | —          | —          | —         | —         | 28    | 1     |
| ЦСКА (Київ)          | 2003/2004        | 30   | 4    | 1     | 1     | —          | —          | —         | —         | 31    | 5     |
| ЦСКА (Київ)          | 2004/2005        | 26   | 5    | 3     | 2     | —          | —          | —         | —         | 29    | 7     |
| ЦСКА (Київ)          | Разом            | 90   | 10   | 5     | 3     | —          | —          | —         | —         | 95    | 13    |
| Закарпаття (Ужгород) | 2005/2006        | 18   | 3    | 0     | 0     | —          | —          | —         | —         | 18    | 3     |
| Закарпаття (Ужгород) | Разом            | 18   | 3    | 0     | 0     | —          | —          | —         | —         | 18    | 3     |
| Динамо (Київ)        | 2005/2006        | 5    | 0    | 1     | 0     | 0          | 0          | 0         | 0         | 6     | 0     |
| Динамо (Київ)        | 2006/2007        | 23   | 2    | 6     | 1     | 1          | 0          | 6         | 0         | 36    | 3     |
| Динамо (Київ)        | 2007/2008        | 16   | 1    | 3     | 0     | 1          | 2          | 3         | 0         | 23    | 3     |
| Динамо (Київ)        | 2008/2009        | 18   | 2    | 0     | 0     | 1          | 0          | 13        | 1         | 32    | 3     |
| Динамо (Київ)        | 2009/2010        | 21   | 1    | 1     | 0     | 0          | 0          | 4         | 1         | 26    | 2     |
| Динамо (Київ)        | 2010/2011        | 18   | 1    | 2     | 0     | —          | —          | 10        | 0         | 30    | 1     |
| Динамо (Київ)        | 2011/2012        | 7    | 0    | 1     | 0     | 0          | 0          | 1         | 0         | 9     | 0     |
| Динамо (Київ)        | 2012/2013        | 16   | 1    | 0     | 0     | —          | —          | 10        | 1         | 26    | 2     |
| Динамо (Київ)        | Разом            | 124  | 8    | 14    | 1     | 3          | 2          | 47        | 3         | 188   | 14    |
| Локомотив (Москва)   | 2013/2014        | 12   | 1    | 1     | 0     | —          | —          | 0         | 0         | 13    | 1     |
| Локомотив (Москва)   | 2014/2015        | 16   | 0    | 3     | 0     | —          | —          | 1         | 0         | 20    | 0     |
| Локомотив (Москва)   | 2015/2016        | 21   | 0    | 1     | 0     | 1          | 0          | 6         | 0         | 29    | 0     |
| Локомотив (Москва)   | 2016/2017        | 24   | 1    | 4     | 0     | —          | —          | 0         | 0         | 28    | 1     |
| Локомотив (Москва)   | 2017/2018        | 10   | 0    | 1     | 0     | 0          | 0          | 2         | 0         | 13    | 0     |
| Локомотив (Москва)   | 2018/2019        | 0    | 0    | 3     | 0     | 0          | 0          | 0         | 0         | 3     | 0     |
| Локомотив (Москва)   | Разом            | 83   | 2    | 13    | 1     | 1          | 0          | 9         | 0         | 106   | 3     |
| Всього за кар'єу     | Всього за кар'єу | 315  | 23   | 32    | 5     | 4          | 2          | 56        | 3         | 407   | 33    |

### Матчі за збірну
Михалик провів 10 ігор за молодіжну збірну України та 32 матчі за національну збірну України.
| Матчі Тараса Михалика за молодіжну збірну України | Матчі Тараса Михалика за молодіжну збірну України | Матчі Тараса Михалика за молодіжну збірну України | Матчі Тараса Михалика за молодіжну збірну України | Матчі Тараса Михалика за молодіжну збірну України | Матчі Тараса Михалика за молодіжну збірну України | Матчі Тараса Михалика за молодіжну збірну України | Матчі Тараса Михалика за молодіжну збірну України | Матчі Тараса Михалика за молодіжну збірну України | Матчі Тараса Михалика за молодіжну збірну України |
| #                                                 | Дата                                              | Місце                                             | Стадіон                                           | Суперник                                          | Рахунок                                           | Турнір                                            | Голи                                              | Жовта картка · Червона картка                     | Капітан                                           |
| ------------------------------------------------- | ------------------------------------------------- | ------------------------------------------------- | ------------------------------------------------- | ------------------------------------------------- | ------------------------------------------------- | ------------------------------------------------- | ------------------------------------------------- | ------------------------------------------------- | ------------------------------------------------- |
| 01.                                               | 31-03-2004                                        | Північна Македонія                                | Градскі, Штип                                     | Північна Македонія                                | 0-1                                               | Товариський матч                                  | 0                                                 |                                                   |                                                   |
| 02.                                               | 28-04-2004                                        | Україна                                           | «Борекс», Бородянка                               | Словаччина                                        | 1-1                                               | Товариський матч                                  | 0                                                 |                                                   |                                                   |
| 03.                                               | 10-07-2004                                        | Україна                                           | «Україна», Львів                                  | Польща                                            | 1-1                                               | Товариський матч                                  | 0                                                 |                                                   |                                                   |
| 04.                                               | 07-09-2004                                        | Казахстан                                         | Центральний, Алмати                               | Казахстан                                         | 1-0                                               | Відбір до Євро-2006 U-21                          | 0                                                 |                                                   |                                                   |
| 05.                                               | 28-02-2006                                        | Ізраїль                                           | Муніципальний, Герцлія                            | Ізраїль                                           | 1-0                                               | Товариський матч                                  | 0                                                 |                                                   |                                                   |
| 06.                                               | 24-05-2006                                        | Португалія                                        | Муніципальний, Агеда                              | Нідерланди                                        | 2-1                                               | Євро-2006 U-21                                    | 0                                                 |                                                   |                                                   |
| 07.                                               | 26-05-2006                                        | Португалія                                        | Муніципальний, Агеда                              | Італія                                            | 0-1                                               | Євро-2006 U-21                                    | 0                                                 |                                                   |                                                   |
| 08.                                               | 29-05-2006                                        | Португалія                                        | Муніципальний, Агеда                              | Данія                                             | 2-1                                               | Євро-2006 U-21                                    | 0                                                 |                                                   |                                                   |
| 09.                                               | 01-06-2006                                        | Португалія                                        | Муніципальний, Авейру                             | Сербія і Чорногорія                               | 0-0                                               | Євро-2006 U-21                                    | 0                                                 |                                                   |                                                   |
| 10.                                               | 04-06-2006                                        | Португалія                                        | «Беса Секулу XXI», Порту                          | Нідерланди                                        | 0-3                                               | Євро-2006 U-21                                    | 0                                                 |                                                   |                                                   |

| 01. | 15-08-2006 | Україна           | «Динамо» ім. Валерія Лобановського, Київ | Азербайджан       | 6-0 | Товариський матч    | 0 |     |  |
| 02. | 07-02-2007 | Ізраїль           | «Рамат-Ган», Тель-Авів                   | Ізраїль           | 1-1 | Товариський матч    | 0 | 90' |  |
| 03. | 24-03-2007 | Фарерські острови | «Свангаскар», Тофтір                     | Фарерські острови | 2-0 | Відбір до Євро-2008 | 0 |     |  |
| 04. | 28-03-2007 | Україна           | «Чорноморець», Одеса                     | Литва             | 1-0 | Відбір до Євро-2008 | 0 |     |  |
| 05. | 02-06-2007 | Франція           | «Стад де Франс», Сен-Дені                | Франція           | 0-2 | Відбір до Євро-2008 | 0 |     |  |
| 06. | 22-08-2007 | Україна           | «Динамо» ім. Валерія Лобановського, Київ | Узбекистан        | 2-1 | Товариський матч    | 0 |     |  |
| 07. | 06-02-2008 | Кіпр              | «GSP», Нікосія                           | Кіпр              | 1-1 | Товариський матч    | 0 |     |  |
| 08. | 20-08-2008 | Україна           | «Україна», Львів                         | Польща            | 1-0 | Товариський матч    | 0 |     |  |
| 09. | 06-09-2008 | Україна           | «Україна», Львів                         | Білорусь          | 1-0 | Відбір до ЧС-2010   | 0 |     |  |
| 10. | 10-09-2008 | Казахстан         | Центральний, Алмати                      | Казахстан         | 3-1 | Відбір до ЧС-2010   | 0 |     |  |
| 11. | 11-10-2008 | Україна           | «Металіст», Харків                       | Хорватія          | 0-0 | Відбір до ЧС-2010   | 0 |     |  |
| 12. | 10-02-2009 | Кіпр              | «Циріон Атлетік Центр», Лімасол          | Словаччина        | 3-2 | Товариський матч    | 0 |     |  |
| 13. | 01-04-2009 | Англія            | «Вемблі», Лондон                         | Англія            | 1-2 | Відбір до ЧС-2010   | 0 | 17' |  |
| 14. | 14-10-2009 | Андорра           | «Комунал», Андорра-ла-Велья              | Андорра           | 6-0 | Відбір до ЧС-2010   | 0 |     |  |
| 15. | 14-11-2009 | Греція            | «Олімпійський», Афіни                    | Греція            | 0-0 | Відбір до ЧС-2010   | 0 |     |  |
| 16. | 18-11-2009 | Україна           | «Донбас Арена», Донецьк                  | Греція            | 0-1 | Відбір до ЧС-2010   | 0 |     |  |
| 17. | 25-05-2010 | Україна           | «Металіст», Харків                       | Литва             | 4-0 | Товариський матч    | 0 |     |  |
| 18. | 29-05-2010 | Україна           | «Україна», Львів                         | Румунія           | 3-2 | Товариський матч    | 0 |     |  |
| 19. | 04-09-2010 | Польща            | «Відзева», Лодзь                         | Польща            | 1-1 | Товариський матч    | 0 |     |  |
| 20. | 07-09-2010 | Україна           | «Динамо» ім. Валерія Лобановського, Київ | Чилі              | 2-1 | Товариський матч    | 0 |     |  |
| 21. | 17-11-2010 | Швейцарія         | «Стад де Женев», Женева                  | Швейцарія         | 2-2 | Товариський матч    | 0 | 13' |  |
| 22. | 09-02-2011 | Кіпр              | «GSP», Нікосія                           | Швеція            | 1-1 | Товариський матч    | 0 |     |  |
| 23. | 07-10-2011 | Україна           | «Динамо» ім. Валерія Лобановського, Київ | Болгарія          | 3-0 | Товариський матч    | 0 |     |  |
| 24. | 11-10-2011 | Естонія           | «А. Ле Кок Арена», Таллінн               | Естонія           | 2-0 | Товариський матч    | 0 |     |  |
| 25. | 29-02-2012 | Ізраїль           | «Ха-Мошава», Петах-Тіква                 | Ізраїль           | 3-2 | Товариський матч    | 0 |     |  |
| 26. | 28-05-2012 | Австрія           | «Куфштайн Арена», Куфштайн               | Естонія           | 4-0 | Товариський матч    | 0 |     |  |
| 27. | 01-06-2012 | Австрія           | «Тіволі Ной», Інсбрук                    | Австрія           | 2-3 | Товариський матч    | 0 | 38' |  |
| 28. | 11-06-2012 | Україна           | «Олімпійський», Київ                     | Швеція            | 2-1 | Євро-2012           | 0 |     |  |
| 29. | 15-06-2012 | Україна           | «Донбас Арена», Донецьк                  | Франція           | 0-2 | Євро-2012           | 0 |     |  |
| 30. | 12-10-2012 | Молдова           | «Зімбру», Кишинів                        | Молдова           | 0-0 | Відбір до ЧС-2014   | 0 |     |  |
| 31. | 16-10-2012 | Україна           | «Олімпійський», Київ                     | Чорногорія        | 0-1 | Відбір до ЧС-2014   | 0 |     |  |
| 32. | 14-11-2012 | Болгарія          | «Васил Левський», Софія                  | Болгарія          | 1-0 | Товариський матч    | 0 |     |  |

### Відеофрагменти
- Гол Тараса Михалика у ворота київського «Динамо» 31 липня 2005 року
- Суперкубок України 2007. 2 голи Тараса Михалика [Архівовано 29 березня 2008 у Wayback Machine.]
- Гол Тараса Михалика у ворота міланського «Інтера» 20 жовтня 2009 року [Архівовано 5 березня 2016 у Wayback Machine.]